# Cerca (álbum)
Cerca es el segundo álbum de Cementerio Club. Fue lanzado en el 2000 por Lamparín Producciones.

## Lista de canciones
| N.º | Título                   | Duración |  |
| 1.  | «Jade»                   | 4:10     |  |
| 2.  | «Toque mágico»           | 3:50     |  |
| 3.  | «Jabóname, jabónate»     | 1:42     |  |
| 4.  | «Pez espada»             | 3:29     |  |
| 5.  | «El mago»                | 4:54     |  |
| 6.  | «Dame de probar»         | 4:41     |  |
| 7.  | «Sometimes bonita»       | 3:19     |  |
| 8.  | «Mar salvaje»            | 3:52     |  |
| 9.  | «Solo»                   | 4:04     |  |
| 10. | «Guardo»                 | 3:29     |  |
| 11. | «Crash»                  | 4:29     |  |
| 12. | «Día de bodas»           | 4:23     |  |
| 13. | «Año 2000 (retrofuturo)» | 6:26     |  |